# Готфрид I фон Капенберг
Готфрид I фон Капенберг (на немски: Gottfried I von Cappenberg; † убит в битка 1106) е вестфалски граф на Капенберг при Люнен, фогт на Верден.
Той е син на граф Херман фон Капенберг († 1082/1091) и съпругата му Герберга фон Хюнебург, дъщеря на Готфрид фон Хунебург, фогт фон Нойвайлер († сл. 1070). Майка му Герберга е внучка на граф Херман от Вердюн († 1029) и Матилда фон Дагсбург († 995). По баща той е внук на Готфрид, граф във Вестфалия († сл. 1060). Двамата му братя са убити през 1082/1085 г. Готфрид I е главен наследник.
Капенбергите са роднини на Хоенщауфените. По това време Капенбергите са една от най-значимите благороднически фамилии във Вестфалия. От техния замък те могат да контролират равнините във Вестфалия и до Дортмунд. Графовете имат и права в други територии, в Нидеррайн при Везел, във Ветерау при Фридберг в Хесен и в Швабия.
Готфрид I фон Капенберг се жени за Беатрикс фон Хилдрицхаузен († 1115/1122), сестра на Еберхард I фон Хилдрицхаузен († 1112), княжески епископ на Айхщет (1099 – 1112), дъщеря на граф Хайнрих II фон Хилдрицхаузен († 1087/сл.1089), маркграф и граф в Нордгау, и съпругата му Беатрикс фон Швайнфурт, внучка на херцог Ото III от Швабия.
Готфрид I фон Капенберг е убит в битка през 1106 г.
Чрез съпругата му Беатрикс фон Хилдрицхаузен фамилията на вестфалските графове на Капенберг наследяват замък Хилдрицхаузен в Швабия и земите му. Херцог Фридрих II от Швабия купува замъка ок. 1122/24 г. за 500 сребърни марки. Около 1145 г. пфалцграфовете фон Тюбинген получават бившата собственост на графовете фон Хилдрицхаузен. През 1165 г. замъкът е разрушен от Велф VII по време на Тюбингския конфликт (1164 – 1166) с пфалцграф Хуго II фон Тюбинген.
Син му Готфрид основава 1122 г. от замък Капенберг премонстрантския манастир Капенберг, за съпругата си Ида фон Арнсберг и за сестрите си Герберга и Беатрикс фон Капенберг основава наблизо женски манастир. През 1122 г. синовете му Ото и Св. Готфрид завещават собствеността си на премонстрантския Норбертински орден и влизат с фамилиите си в ордена. Син му Ото фон Капенберг завещава византийски реликва-кръст и Капенбергския портрет-бюст главата на Барбароса на манастир Капенберг.

## Деца
Готфрид I фон Капенберг и Беатрис фон Хилдрицхаузен имат децата:
- Готфрид фон Капенберг (* 1096/1097 в Капенберг; † 13 януари 1127 в Илбенщат), граф на Капенберг, Светия, женен ок. 1120 г. за графиня Ида фон Арнсберг (* ок. 1103; † сл. 1154/сл. 1155), наследничка на Графство Арнсберг-Верл
- Ото фон Капенберг (* ок. 1100; † 23 февруари 1171 в Капенберг), граф на Капенберг, от 1156 г. пропст на манастир Капенберг, Блажен, и кръстник на император Фридрих I Барбароса
- Аделхайд, омъжена пр. 1115 г. за граф Адолф фон Берг, фогт на Капенберг
- Беатрикс фон Капенберг († 29 юли, погребана в Св. Мария Магдалена в Капенберг), омъжена за Хайнрих I фон Бракел, Едлер фон Герден (* пр. 1101; † 1158), монахиня в Нидер-Капенберг
- Герберга фон Капенберг, монахиня в манастир Кведлинбург (1126 – 1137), отвлечена и омъжена пр. 1120 г. за Бернхер фон Ерпрат

Вдовицата му Беатрис фон Хилдрицхаузен се омъжва втори път през 1106 г. за граф Хайнрих фон Ритберг († 1116).